# Concert per a violoncel (Panufnik)
El Concert per a violoncel és una composició per a violoncel i orquestra del compositor Andrzej Panufnik. L'obra va ser encarregada per l'⁣Orquestra Simfònica de Londres per al violoncel·lista Mstislav Rostropóvitx. L'estrena mundial va ser interpretada per Rostropóvitx i l'Orquestra Simfònica de Londres sota la batuta de Hugh Wolff el 24 de juny de 1992. El concert va ser l'última composició completa de Panufnik, que es va acabar només dues setmanes abans de la seva mort, el 27 d'octubre de 1991.

## Composició

### Història
El Concert per a violoncel va ser escrit a petició del violoncel·lista Mstislav Rostropóvitx, pel qual Panufnik tenia una "profunda admiració". La peça va suposar el tercer i últim encàrrec del compositor per part de l'Orquestra Simfònica de Londres. Panufnik va descriure part de la seva inspiració per al treball a les notes del programa de partitura, i va comentar: "Com en els meus treballs anteriors, una certa visió interioritzada de les proporcions geomètriques em va donar l'estructura de tota la composició: aquesta vegada la màndorla, el palindròmic en forma d'ametlla figura al centre de dos cercles iguals i superposats, que sovint he observat teixits en els dissenys de l'art i l'arquitectura religiosa antiga. Em va intrigar la idea que cada moviment del Concert pogués ser un palíndrom en si mateix i també un reflex l'un de l'altre.

### Estructura
El Concert per a violoncel té una durada aproximada de 18 minuts i es distribueix en dos moviments⁣:
1. Adagio
2. Vivace

### Instrumentació
L'obra està escrita per a violoncel sol i una petita orquestra formada per dos oboès, dos clarinets, trompa, un percussionista (caixa, tambor tenor i bombo) i cordes.

## Recepció
Revisant un enregistrament fet a partir de l'estrena mundial, Arnold Whittall de Gramophone va escriure: "La música de Panufnik mai no manca de certesa en el seu propòsit. Pot haver-hi una certa falta d'idees memorables, però en aquest concert, la intensitat del sentiment i el domini de la forma i la textura el mostren en la seva faceta més convincent". Revisant una gravació posterior del concert a l'àlbum amb el Concert per a piano (1962) i el Concert per a violí (1971) del compositor, Ivan Moody, també escrivint per a Gramophone, va descriure la peça com "una de les músiques més intrigants de Panufrik". Va reflexionar: "També hi ha foscor al Concert per a violoncel, última composició de Panufnik escrita per a Rostropóvitx, també té un fons de foscor. Sembla sorgir de la penombra més profunda, guanyant presència a poc a poc. Així i tot, és també una obra d’aspiració, amb la línia solista que puja constantment, com una tija que cerca la llum."